# Paul Robert (lexicographe)
Pour les articles homonymes, voir Paul Robert et Robert.
 (avril 2020).
Paul Charles Jules Robert, né le 19 octobre 1910 à Orléansville (Algérie) et mort le 11 août 1980 à Mougins (Alpes-Maritimes, France), est un lexicographe et éditeur français. Il est inhumé au cimetière du Bois-de-Vaux à Lausanne (Suisse).
En créant un nouveau type de dictionnaire de la langue, type abandonné depuis 1900 au profit du modèle encyclopédique, grâce à l'analogie, Paul Robert a joué un rôle majeur dans l'histoire des dictionnaires français.

## Biographie

### Famille et jeunesse
Paul Robert nait le 19 octobre 1910 à Orléansville (wilaya de Chlef) en Algérie dans un village aujourd'hui nommé Taougrite qui porta son nom. Il est le fils de Joseph Robert, propriétaire d'une vaste exploitation agrumicole et membre de la délégation financière qui jouait à Alger le rôle d'assemblée défendant les intérêts des Français d'Algérie.
Son grand-père paternel, Martial Robert, meunier de profession, s'était installé près d'Orléansville en 1849.
Paul Robert porte le prénom de son oncle, nommé comme lui Paul Robert. Ce dernier est devenu maire d'Orléansville en 1904 et président du conseil général d'Alger. Candidat aux élections législatives de 1910 dans la deuxième circonscription d'Alger, il est tué durant sa campagne lors d'un duel au pistolet par André-Paul Houbé, six mois avant la naissance de son neveu.

### Formation
Paul Robert effectue ses études primaires dans sa ville natale. Il poursuit ses études secondaires au lycée Bugeaud d'Alger jusqu'au baccalauréat. Afin de suivre la carrière politique de son oncle, et de son père qui reprit les mandats électifs de son oncle, il entreprend des études de droit (il est reçu avocat au barreau d'Alger).
Il est porté par ses condisciples au rôle de président de l'Association générale des étudiants d'Algérie de 1931 à 1934. Après un voyage en Californie, la Mecque des producteurs d'agrumes, en 1932 avec son père, à qui il sert d'interprète, Paul Robert revient en Algérie. Il se marie et s'établit à Paris à partir de 1933 où il poursuit ses études de droit jusqu'à l'agrégation en 1939.
Mobilisé dans l'armée comme chiffreur en 1939 lors du déclenchement de la Seconde Guerre mondiale, il élabore un dictionnaire du chiffre à usage militaire. Démobilisé en 1940, il rentre à Alger en 1941 où il prépare une thèse d'économie politique intitulée Les agrumes dans le monde qu'il soutiendra à la fin de la guerre en 1945,.

## Les Agrumes dans le monde
La décennie 1920 voit la Méditerranée perdre sa première place mondiale de producteur d'agrumes au profit de l'Amérique, la production qui était de 2 millions de t au début du siècle va monter à 10 millions de t en 1939 et 11.5 en 1946. L'Algérie qui ne représente que 1,8 % de la production mondiale la même année connait un fort développement de son verger depuis 1936 (doublement du verger entre 1936 et 1941). Après avoir traité des conditions naturelles de la production des agrumes, leur commerce, leur consommation dans le monde, Paul Robert décrit l’agrumiculture aux Etats-Unis (Californie, Floride, Texas, Arizona), puis en Espagne (ex premier producteur mondial alors affectée par la guerre civile) et enfin de l’agrumiculture algérienne (aspect pédoclimatique de l’Oranie, de la vallée du Chélif, la plaine de la Mitidja, etc.) et des autres pays de l'Union Française. La monographie de Paul Robert apporte un vision globale du monde agrumicole (la production des pays d'Asie n'est que survolée), l'Académie d'Agriculture lui décerne sa Grande Médaille d'or en 1948 sur la base d'un rapport élogieux de Roger de Vilmorin («c'est surtout sur les plans économique et commercial que l'ouvrage de M. Robert prend des proportions monumentales. Avec un luxe opulent de chiffres, de tableaux, de graphiques, il étudie les différents aspects commerciaux de la production des agrumes dans les pays spécialisées»).
Un résumé rédigé par l'auteur est publié dans Fruits d'Outre-Mer n° 5, 1946.

## LeDictionnaire

### Histoire
Lors de la rédaction de sa thèse, Paul Robert est confronté au problème de la traduction de nombreux termes anglais et espagnols courants en agronomie. Il ressent alors le besoin d'un « nouveau dictionnaire qui, par analogie, permettrait de regrouper les mots selon les notions et les idées ». Il se plonge dans la consultation de dictionnaires et se constitue un répertoire dans lequel il classe les mots par association d'idées, ce qui le conduit naturellement vers un projet de lexicographie.
De retour à Paris entre 1945 et 1951, Paul Robert en profite pour fixer ses idées. Il présente ce projet à des hommes politiques, dont le général de Gaulle, André Malraux et Georges Pompidou, qui l'encouragent à poursuivre ses travaux. L'académicien Georges Duhamel le pousse à se mettre sous le patronage de Littré.
Pour mener à bien son projet, Paul Robert fonde sa propre maison d'édition, les Dictionnaires Le Robert, en 1951 à Casablanca, et réunit autour de lui une équipe de collaborateurs, parmi lesquels Roger-Georges Morvan, Alain Rey, Josette Rey-Debove et Henri Cottez. La petite société d'édition est financée par la part d'héritage de Paul Robert, grâce à un actionnariat d'amis et à plusieurs souscripteurs, tous établis en Afrique du Nord.
Rédigé à Alger, au Maroc puis en France, le Dictionnaire alphabétique et analogique de la langue française est publié de 1953 à 1964 en six volumes et un supplément, que l'Académie française choisit de primer dès le 15 juin 1950 en lui décernant le prix Saintour sur présentation du premier fascicule.

### Dictionnaire de la langue

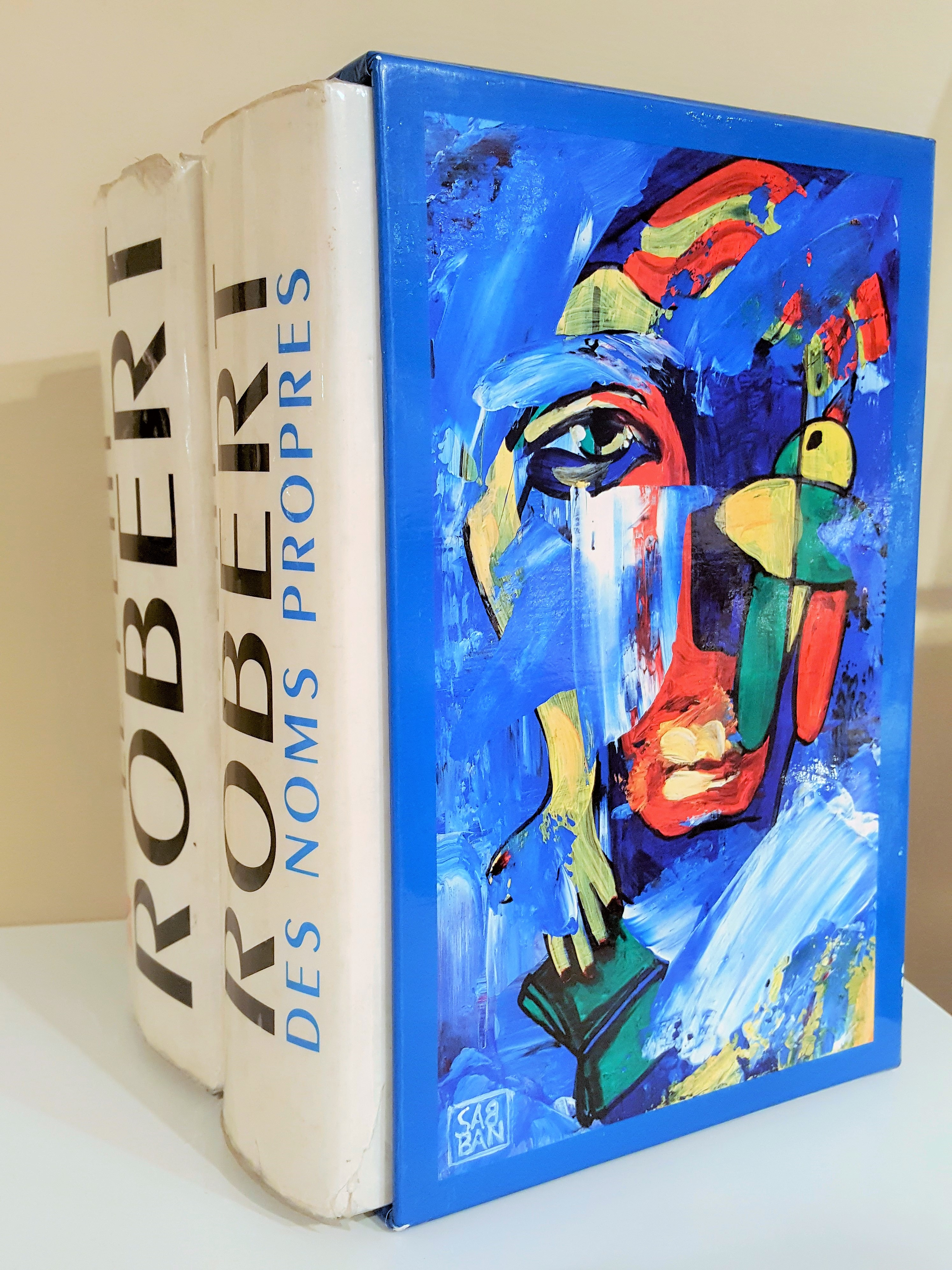
Coffret comprenant deux volumes : Le Petit Robert et Le Petit Robert des noms propres.

Son dictionnaire fait désormais l'objet d'éditions de formats différents, toutes sous-titrées Dictionnaire alphabétique et analogique de la langue française :
- Grand Robert de la langue française (1964), 1964, Dictionnaire alphabétique et analogique de la langue française. Paris, Société du nouveau Littré. Le Robert. Six volumes et un supplément (1971), première édition du genre.
- Le Petit Robert 1 (1967), Paris, Société du nouveau Littré Le Robert. condensé du précédent, réed. actualisée Le nouveau Petit Robert. Paris, Collins. 1993.

Par ailleurs, la même équipe a publié :
- le Robert méthodique (Dictionnaire méthodique du français actuel),
- le Micro-Robert (Dictionnaire du français primordial) en 1971, réed. 1986 1207 p., réed. Le Micro Robert Poche Dictionnaire d'apprentissage du français. Ernst Klett Verlag Sachbuch. 2006.
- le Grand Robert des noms propres (Dictionnaire universel des noms propres) de 1968 à 1974, en cinq volumes,
- le Petit Robert 2 (Dictionnaire des noms propres) en 1974, condensé du précédent. À noter une innovation de taille dans l'édition 2005 : l'apparition de 10 000 références étymologiques, qui semble être une première dans un dictionnaire des noms propres en langue française,
- le Dictionnaire universel de la peinture, en six volumes,
- l'Atlas géopolitique et culturel Petit Robert des noms propres. Paris, Le Robert, réed. 1999
- plusieurs dictionnaires bilingues,
- divers dictionnaires thématiques,
- réédition anastatique du Dictionnaire universel d'Antoine Furetière (édition originale : 1690) en trois volumes.

#### Postérité
Le Robert est toujours une maison d'édition  entièrement dédiée à la langue française, elle appartient de nos jours au Groupe Editis et a mis en ligne un dictionnaire de la langue à côté de nombreux dictionnaires papier.
- Josette Rey-Debove, Alain Rey, Sophie Chantreau, Marie-Hélène Drivaud et Collectif. Le Nouveau Petit Robert : Dictionnaire alphabétique et analogique de la langue française. LR. 2006.

## Autres publications
- Paul Robert, La politique d'isolement économique : causes, modalités, conséquences de l'autarcie, Paris, Domat-Montchrestien, 1939

- Paul Robert, préface de A. Cholley, Les agrumes dans le monde et le développement de leur culture en Algérie (Thèse de doctorat), Paris, Université de Paris, Faculté de droit et des sciences économiques, 1945, 555 p. Réed. Paris, Société d'éditions techniques coloniales - Institut des fruits et agrumes coloniaux. 556 p. 1947[14].
- Paul Robert, Les conditions naturelles de la production et de la distribution des agrumes dans le monde., Paris, Fruits d'Outre-Mer - Vol. 1, n° 2, 1945, 4 p. (lire en ligne).
- Paul Robert, Divertissement sur l'amour, Paris, Société du nouveau Littré, 1949, 229 p.
- Paul Robert, La Femme, article extrait du dictionnaire alphabétique et analogique de la langue française. Paris, Société du nouveau littré, 16 p. 1955.
- Paul Robert, Aventures et mésaventure d'un dictionnaire, Paris, Société du nouveau Littré Le Robert. 150 p. 1975.
- Paul Robert, Au fil des ans et des mots, Paris, Robert Laffont [deux volumes : tome 1, Les semailles ; tome 2 : Le grain et le chaume] 1980,

## Distinctions

### Prix
- Le 16 juin 1950, Paul Robert est le lauréat du prix Saintour attribué par l'Académie française pour son fascicule Dictionnaire. Les mots et les associations d'idées[15].
- le 2 mai 1958 le prix de la Route du Succès par la fondation Simca[3].
- En 1967, le Prix Vaugelas du Club de la grammaire de Genève, au titre de «l'auteur qui a le mieux travaillé à la défense de la langue française»[16].

### Décoration
- Chevalier de la Légion d'honneur le 28 décembre 1959 en présence du Maréchal Juin[3].
- Médaille d'or du jury du Prix du plus beau livre sur alfa, 20 octobre 1966[16].
- Commandeur de l'Ordre National du Lion du Sénégal, remis par le président Leopold Sédar Senghor, le 8 décembre 1973[17].
- Officier de l'Ordre de Léopold, 1975.
- Commandeur des Arts et des Lettres, 1976[18].
- Médaille de Vermeil de la ville de Paris, 1975[19].